# 고옹
고옹(顧雍, 168년 ~ 243년 11월)은 중국 삼국시대 오나라의 정치가로 자는 원탄(元歎)이며, 오군 오현(吳縣) 사람이다.

## 이름
고옹의 이름에 대해서는 채옹(蔡邕)에게서 학문을 배운 것과 관련한 일화가 전해진다. 고옹이 채옹에게서 학문을 빨리 익혔으므로, 채옹은 고옹을 높이 평가하여 고옹에게 자기 이름을 주었다. 그래서 고옹의 이름이 '옹(雍)'인 것이다. 옹(雍)과 옹(邕)은 그 뜻이 통한다. 고옹의 자 원탄은, 채옹이 감탄한 바를 말한 것이 자가 된 것이다.

## 생애
고옹은 일찍이 채옹의 문하에서 수학했으며, 여러 곳을 다스리면서 항상 치적이 있어서 손권이 회계태수로 있을 때, 그를 회계군의 승(丞)으로 임명하여 태수의 일을 대신하도록 했다. 그 뒤 좌사마를 거쳐 대리봉상(大理奉常) 겸 상서령으로 임명되고 또 양수향후(陽遂鄕侯)로 봉해졌다. 225년(황무 4년), 태상으로 바뀌어 임명되었고, 예릉후(醴陵侯)로 승진하여 봉해졌으며, 손소(孫邵)를 대신하여 승상이 되었고, 상서의 일을 총괄했다.
고옹은 항상 민간에서 의견을 구했으며, 당시 정무에 맞는 것이 있으면 비밀리에 보고했다. 만약 이것이 쓰이면 공을 임금에게 돌렸고, 쓰이지 않으면 끝내 말하지 않았다. 이 때문에 손권은 고옹을 중시했다. 일찍이 손권이 정치의 득실을 자문하자, 장소(張昭)는 법령이 너무 많고 자세하며 형벌이 지나치게 무거우므로 이를 줄여야 한다고 말했다. 손권은 묵묵히 있다가 고옹을 돌아보고 의견을 구하자, 고옹은 장소의 의견에 동의하였다. 손권은 이에 옥사와 송사에 대해 의논하고, 형벌을 줄였다.
교사 여일(呂壹)이 득세하여 많은 사람들의 작은 결점을 고발하여 대신들을 비방하고 무고한 자를 참소하였는데, 고옹도 이에 걸려들어 견책을 당했다. 여일은 고옹에게 죄를 주고, 반준(潘濬)을 후임 승상으로 올릴 생각이었으나, 황문시랑 사굉이 여일에게 반준이 여일에게 품은 적의를 알렸으므로, 고옹은 겨우 벗어날 수 있었다. 나중에 여일이 권세를 잃고 그 행악이 드러나 죄인이 되자, 고옹이 여일의 죄를 물었다. 고옹은 온화한 말로 그 사안을 물었고, 옥에서 나올 때에도 여일에게 물었다. “그대의 마음 속에는 말하고 싶은 것이 없소?”상서랑 회서가 여일을 면전에서 꾸짖자, 고옹은 회서를 꾸짖었다.
승상으로 임명된 지 19년이 지난 적오 6년(243)에 11월에 76세의 나이로 세상을 떠났으며, 시호를 숙후(肅侯)라고 했다.

## 성격
고옹은 술을 마시지 않았고 말수가 적었다. 그의 가족들은 그가 관직에 봉작된 일을 밖에서 전해 듣고서야 알았다고 한다. 그는 항상 주장이 곧아 고집이 있었다. 또한 관리를 선발하여 임용할 때 각자의 능력에 따라 임무를 맡겼고 자신의 감정에 좌우되는 일이 없었다. 다만 사람들은 술을 마시다 실수하면 고옹이 반드시 보게 될 것을 걱정하였기 때문에 그가 있을 때는 술을 마실 때조차 즐기지를 못하고 항상 두려워 했다고 한다.

## 고옹의 친족관계
- 고유(顧裕 : 차남): 고목(顧穆)이라고도 하고, 자는 계칙(季則)이며, 아우 고제가 죽은 후 작위를 계승하여 예릉후가 되었고, 의도 태수, 진동장군을 지냈다.
- 고제(顧濟 : 막내): 기도위를 지냈고, 아버지 사후 형 고유가 병이 있어 후사를 이었으나 요절했다.

## 같이 보기
- 삼국지 인물 목록